# In the Good Old Days (When Times Were Bad)
| Recensione | Giudizio |
| ---------- | -------- |
| AllMusic   |          |

In the Good Old Days (When Times Were Bad) è il terzo album in studio della cantante statunitense Dolly Parton, pubblicato dalla RCA Records il 3 febbraio del 1969.

## Tracce

### LP
Lato A (WPRS-4952)
Testi e musiche di Dolly Parton, eccetto dove indicato.
1. Don't Let It Trouble Your Mind – 2:12 – Registrato il 9 ottobre 1968
2. He's a Go Getter – 2:02 – Registrato il 9 ottobre 1968
3. In the Good Old Days (When Times Were Bad) – 2:46 – Registrato il 9 settembre 1968
4. It's My Time – 2:37 (John D. Loudermilk) – Registrato il 10 settembre 1968
5. Harper Valley PTA – 3:11 (Tom T. Hall) – Registrato il 9 settembre 1968
6. Little Bird – 1:42 – Registrato il 10 settembre 1968

Lato B (WPRS-4953)
Testi e musiche di Dolly Parton, eccetto dove indicato.
1. Mine – 2:01 – Registrato il 9 ottobre 1968
2. The Carroll County Accident – 2:55 (Bob Ferguson) – Registrato il 9 ottobre 1968
3. Fresh Out of Forgiveness – 2:00 (Bill Owens, Gene Gill) – Registrato il 9 ottobre 1968
4. Mama, Say a Prayer – 2:43 – Registrato il 9 ottobre 1968
5. Always the First Time – 2:00 (Joyce McCord) – Registrato il 9 settembre 1968
6. D-I-V-O-R-C-E – 2:39 (Bobby Braddock, Curly Putnam) – Registrato il 10 settembre 1968

## Musicisti
Don't Let It Trouble Your Mind / He's a Go Getter / Mine / The Carroll County Accident / Fresh Out of Forgiveness / Mama, Say a Prayer
- Dolly Parton – voce
- Jerry Stembridge – chitarra
- Jerry Reed – chitarra
- George McCormick – chitarra ritmica
- Buck Trent – banjo elettrico
- Lloyd Green – chitarra steel
- Mack Magaha – fiddle
- Hargus Robbins – pianoforte
- Junior Huskey – basso
- Kenneth Buttrey – batteria
- Dolores Edgin – cori
- June Page – cori
- Joseph Babcock – cori

In the Good Old Days (When Times Were Bad) / Harper Valley PTA / Always the First Time
- Dolly Parton – voce
- Wayne Moss – chitarra
- Jerry Stembridge – chitarra
- George McCormick – chitarra ritmica
- Buck Trent – banjo elettrico
- Lloyd Green – chitarra steel
- Mack Magaha – fiddle
- Hargus Robbins – pianoforte
- Junior Huskey – basso
- Jerry Carrigan – batteria
- Dolores Edgin – cori
- June Page – cori
- Joseph Babcock – cori

It's My Time / Little Bird / D-I-V-O-R-C-E
- Dolly Parton – voce
- Wayne Moss – chitarra
- Jerry Stembridge – chitarra
- George McCormick – chitarra ritmica
- Buck Trent – banjo elettrico
- Lloyd Green – chitarra steel
- Mack Magaha – fiddle
- Hargus Robbins – pianoforte
- Junior Huskey – basso
- Jerry Carrigan – batteria
- Dolores Edgin – cori
- June Page – cori
- Joseph Babcock – cori[3]

Note aggiuntive
- Bob Ferguson – produttore
- Registrazioni effettuate al RCA's "Nashville Sound" Studio, Nashville, Tennessee
- Al Pachucki – ingegnere delle registrazioni
- Dolly Parton – note retrocopertina album originale[4]

## Classifica
Album
| Anno | Classifica         | Posizione raggiunta |
| ---- | ------------------ | ------------------- |
| 1969 | Top Country Albums | 15                  |

Singoli
| Anno | Titolo del brano                           | Classifica        | Posizione raggiunta |
| ---- | ------------------------------------------ | ----------------- | ------------------- |
| 1968 | In the Good Old Days (When Times Were Bad) | Hot Country Songs | 25                  |